# Пиоњерски
Пиоњерски (рус. Пионерский) град је у Русији у Калињинградској области.

## Становништво
| 1939. | 1959. | 1970. | 1979.  | 1989.  | 2002.  | 2010.  |
| ----- | ----- | ----- | ------ | ------ | ------ | ------ |
| 4.820 | 7.637 | 9.226 | 10.132 | 11.635 | 11.816 | 11.017 |

## Градови побратими
- Бартошице